# Lepanthopsis anthoctenium
Lepanthopsis anthoctenium là một loài thực vật có hoa trong họ Lan. Loài này được (Rchb.f.) Ames mô tả khoa học đầu tiên năm 1933.